# Reef (groupe)
 (novembre 2018).
Si vous disposez d'ouvrages ou d'articles de référence ou si vous connaissez des sites web de qualité traitant du thème abordé ici, merci de compléter l'article en donnant les références utiles à sa vérifiabilité et en les liant à la section « Notes et références ».
Pour les articles homonymes, voir Reef (homonymie).

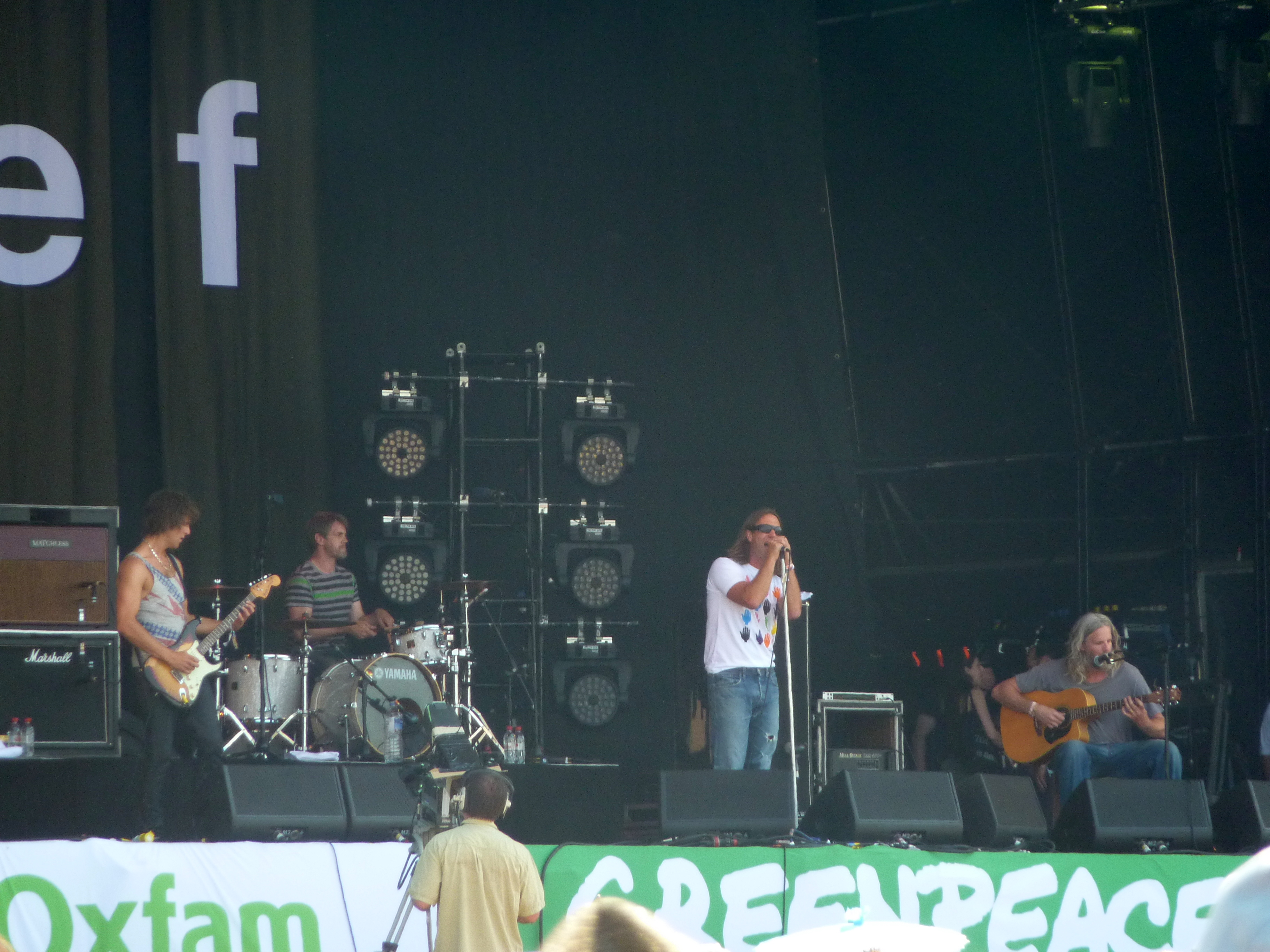
Reef au festival de Glastonbury 2010.

Reef est un groupe de rock alternatif originaire de Glastonbury, en Angleterre. Il a pour membres Gary Stringer au chant, Jesse Wood à la guitare (remplaçant le guitariste original Kenwyn House en 2014), Jack Bessant à la basse et Dominic Greensmith à la batterie.

## Carrière
En 1993, alors que Bessant et Stringer cherchent des membres pour leur groupe, Kenwyn House rencontre Dominic Greensmith (de Barnstaple, Devon) à Londres et discute de la formation d'un groupe. Le quatuor s’est finalement réuni et a commencé à jouer, produisant la démo extrêmement rare de « Purple Tape ».
Après avoir enregistré quelques titres, le groupe a passé une grande partie de 1994 en tournée et la construction d'une base de fans. 
Ils sont signés par S2, un label de Sony. Leur premier single « Good Feeling » est sorti sur un label indépendant, mais financé par Sony, puis en tant que sortie officielle de Sony S2 au début de 1995. Cela a ouvert la voie à « Naked », qui a été utilisé dans une publicité télévisée pour le MiniDisc Sony dans lequel un responsable de maison de disques entend la piste sur MiniDisc et la jette par la fenêtre avec désapprobation. Il est ramassé par un jeune homme à l'extérieur, qui l'écoute et l'aime (preuve de la durabilité du format). La participation du groupe à cette campagne a été quelque peu désapprouvée, mais dans des entretiens, ils ont souligné qu’ils étaient alors un jeune groupe et qu’on leur offrait une chance à laquelle on ne résiste pas.

### Succès commercial
Au cours de leur tournée en 1994 et 1995, Reef a notamment ouvert pour Paul Weller, les Rolling Stones et Soundgarden.
En juin 1995 sort leur premier album, Replenish. Il atteint la neuvième place des charts de Grande Bretagne. Le groupe y développe un style où se mélange rock « classique » (son de guitare), soul et une énergie rare pour un groupe anglais de cette époque.  
1997 voit la sortie du deuxième L.P., Glow, au style et instruments plus variés. On y retrouve les singles « Place Your Hands », « Come Back Brighter », « Consideration » et « Yer Old ». L'album devient N°1 du classement britannique dès sa première semaine de sortie.
Au début de 1999, Reef sort son troisième album, Rides. Ils échangent des instruments sur certaines pistes, Stringer et Greensmith jouant de la guitare et Bessant chantant une chanson. L’album fut très bien accueilli par la critique, mais commercialement, il ne put rivaliser avec le succès précédent, Glow.
Le quatrième album, le plus commercial à ce jour, Getaway (Sony), est sorti en 2000 avec les singles « Set The Record Straight », « Superhero » et « All I want ».
En 2001, le groupe travaille sur des démos auto-financées indépendamment de leur label. Sony força Reef à utiliser environ un tiers de ce répertoire dans le cadre de la compilation Together - The Best of Reef, sortie en janvier 2003. Jack Bessant dénonce le manque total de soutien de Sony et Kenwyn House appelle cette sortie « le baiser de la mort ». De nombreux fans ont estimé que le nouveau répertoire constituait leur meilleur travail depuis un certain temps.
En janvier 2003, leur batteur d'origine, Greensmith, quitte le groupe à la veille d'une tournée majeure au Royaume-Uni. Il a été remplacé par Nathan Curran, relativement inconnu. Curran a également joué pour Basement Jaxx et Lady Sovereign.
Leur concert en tête d'affiche de la Falmouth Regatta Week, le 15 août 2003, sera la dernière apparition live de Reef, avant la séparation du groupe.

### Changements de direction
Entre 2004 et 2010 , le groupe ne joue qu'en 2006, aux funérailles de leur Manager Martin Gilks, mort dans un accident de moto.
Ses membres montent divers projets. House a formé un projet de courte durée appelé McArthur, tandis que Greensmith a commencé à tourner avec son nouveau groupe, Kubb. Stringer, Bessant et Curran forme un nouveau groupe Them Is Me. Stringer et Bessant ont un projet acoustique appelé "StringerBessant" avec les deux musiciens jouant de la guitare acoustique.
En avril 2010, Reef a organisé une tournée de réunion comprenant six concerts au Royaume-Uni. Ils jouent à The Monto Water Rats, au Festival de l'île de Wight 2010, au Festival Cornbury et au Festival de Glastonbury. 
Le 10 avril 2014, Kenwyn House a annoncé qu'il quitterait Reef pour se concentrer sur son nouveau groupe, Goldray. Sa dernière apparition avec Reef a lieu le 20 avril. Le 7 mai 2014, Jesse Wood, fils de Ronnie Wood, est embauché pour remplacer Kenwyn House.
Le 4 mai 2018, Reef sort son cinquième album, Revelations

### Membres
- Gary Stringer - voix, guitare acoustique, tambourin
- Jesse Wood - guitare (depuis 2014)
- Jack Bessant - guitare basse, guitare acoustique, clavier, chœurs

#### Anciens membres
- Dominic Greensmith - tambours (1993-2003, 2010-2018)
- Kenwyn House - guitare (1993-2003, 2010-2014)
- Nathan ‘Tugg’ Curran - batterie (2003)

### Discographie
- 1995 : Replenish
- 1997 : Glow
- 1999 : Rides
- 2000 : Getaway
- 2018 : Revelation